# 미국의 비자
입국 비자
미국, 푸에르토 리코 또는 미국령 버진 아일랜드에 입국하려는 외국인은 다음 조건 중 하나를 충족하지 않는 한 비자를 받아야 한다.
미국의 영주권자
의 시민 자유 연합의 컴팩트 상태 : 미크로네시아의 마샬군도 및 팔라우를 국경에서 TN 지위를 신청하는 사람들을 포함하여 캐나다 시민
버뮤다와 관련된 영국의 해외 영토 시민
비자 면제 프로그램의 일부인 38 개국 중 하나의 시민
특정 조건 하에서 영국령 버진 아일랜드, 케이맨 제도 또는 터크 스케이 커스 제도와 연결된 바하마 시민 또는 영국 해외 영토 시민
양식 I-512 ( " 외국인의 가석방 허가 ")
국경을 넘지 않고 국경을 넘나들며 72 시간 이내에 미국에 입국하려는 경우 멕시코 시민은 제한된 상황에서 여권없이 미국을 여행할 수 있다. [2] [3] [4]
약 185 가지 종류의 비자가 있지만 [5] 미국 비자에는 크게 두 가지 종류가 있다.
- 비이민 비자 – 관광, 비즈니스, 직장, 가족 방문 또는 공부와 같은 임시 방문.
- 이민 비자 - 사람들이 미국으로 이민할 수 있다. 입국 항에서 이민 비자 소지자는 영주권 카드 (I-551, 종종 '그린 카드'라고도 함)를 위해 처리된다. 승인시 ( CBP 승인 스탬프) 1년 동안 영주권을 증명하는 임시 I-551의 역할을 한다. IR-3 또는 IH-3 비자를 가진 아동은 미국 입국시 자동으로 미국 시민이 되며 시민권 증명서 (N-560)를 받을 수 있다.

이민하기 위해서는 이민 비자가 있거나 이중 체류 비자가 있어야 한다.이 비자는 영주권을 동시에 신청하거나 영주권을 신청할 의도가 있는 비자다.
취업 비자로 미국에 입국하는 것은 대부분 3 단계 과정으로 설명될 수 있다. [5] 첫째, 고용주와 응용 프로그램 파일 미국 시민권 및 이민 서비스는 특정 개인에 대한 카테고리 비자의 특정 유형을 요청한다. [5] 고용주의 신청이 승인되면, 개인에게만 비자 신청을 허가한다. 승인된 신청서는 실제로 비자가 아니다. [5] 개인은 비자를 신청하고 보통 미국 대사관이나 영사관에서 면담을 한다. [5] 대사관이나 영사관이 비자를 발급하면 개인은 미국으로 여행할 수 있다. [5]국경 횡단, 공항, 또는 미국에 입국의 다른 시점에서, 개인에서 장교로 말을 미국 세관 및 국경 보호국 미국에 입학을 요청 [5] 승인되면, 개인이 후 미국에 입국 할 수 있다. [5]
대중적인 오해와는 달리 미국 비자는 외국인 입국을 허가하지 않으며 특정 상황에서 미국 체류를 허가하지도 않는다. 미국 비자는 외국인이 미국으로 여행하고 지정된 입국 항에서 미국으로 입국할 수 있는 예비 허가의 역할을 한다. 특정 상태 및 특정 기간 동안 미국에 최종 입국하는 것은 미국 관세 및 국경 보호국 (CBP) 담당자가 입국 항에서 실시한다. 비이민 비자 상태로 미국에 입국한 외국인의 경우, CBP 담당자는 이 세부 사항을 외국인의 I-94 양식 ( Visa 면제 프로그램 시민을 위한 I-94W 양식)에 기록한다. 단기 방문을 위해 미국에 입국 한 국가). 이 문서는 특정 비이민 비자 상태 및 특정 기간 동안 미국에 체류하는 미국의 공식 문서 역할을 한다. [6] 다양성 이민 비자 프로그램 (그린 카드 추첨)으로 매년 50,000 개의 추가 비자 (이민 비자 DV-1, DV-2, DV-3)를 이용할 수 있다.
미국, 캐나다, 멕시코, 버뮤다 또는 카리브해 섬에 도착한 시간을 포함하여 미국에서 90 일 동안 체류할 수 있다.
전자여행허가제 (ESTA)는 비자가 아니다. 대신, 비자 면제 프로그램에 따라 항공 또는 해상을 통해 미국으로 여행하기 위해서는 ESTA로부터 여행 허가를 받아야 한다. [22] ESTA 허가는 일단 입수한 후 그 기간 동안 새 여권을 얻거나 자격 질문에 대한 답변을 얻지 않는 한 2년 동안 유효하다. [23] VWP는 승객이 승인된 항공 또는 해상 항공사에 도착하지 않은 경우 적용되지 않는다. 2018년 12월 기준으로, ESTA는 자격을 갖춘 승객에게 더 이상 실시간으로 승인되지 않으며 승객은 출발 72 시간 전까지 신청해야 한다. [24]
미국 국토 안보부는 비자 면제 프로그램 개선 및 테러 여행 예방법의 범위를 확대했다. 2016년 1월 현재 , 2011년 3월 1일 이후에 이란, 이라크, 리비아, 소말리아, 수단, 시리아 또는 예멘으로 여행한 사람 또는 이란, 이라크, 수단 및 국적 이외에도 시리아는 비자 면제를 받을 자격이 있다. 대신, 비자 발급을 위해 이 과정을 거쳐야 한다. [25]외교관, 군인, 언론인, 인도주의 노동자 또는 합법적인 사업가와 같은 특정 범주는 국토 안보부 장관이 비자 요구를 면제받을 수 있다. [26]
방문 비자 신청자는 이민 국적법에 따라 자격이 있음을 보여주어야 한다. 법에 따르면 모든 비이민 비자 신청자 (면제 된 특정 고용 관련 지원자를 제외하고)는 달리 입증되지 않는 한 의도적인 이민자다. 따라서 대부분의 비이민 비자 신청자들은 다음과 같은 사실을 입증하여이 추정을 극복해야 한다.
여행의 목적은 구체적이고 의도된 목적으로 미국에 입국하는 것이다.
그들은 특정한 제한된 기간 동안 머무를 계획이다. 과
그들은 미국 밖에 거주할 뿐 아니라 체류 종료시 귀국할 수 있는 다른 구속력있는 유대 관계를 가지고 있다.
모든 방문, 사업, 환승, 학생 및 교환 방문 비자 신청자는 영사관과 면담하기 위해 신청인의 여부를 결정하기 위해 미국 영사관에 미화 160 달러의 신청 수수료 (2012년 4월 현재 140 달러 이상)를 지불해야 한다. 미국 (추가로 여행 비자를 받을 자격이 있다, 또한 요청할 수 있다. 임원 미국 국무부를 A에 대한 보안 권고 의견문제 해결에 몇 주가 소요될 수 있다. 신청비는 대부분의 취업 비자의 경우 $ 190로 인상되며 (2012년 4월 현재 $ 150에서 증가) 특정 범주의 경우 더 높아질 수 있다. 신청자가 거절되면 신청 수수료는 환불되지 않는다. 자격 결정에 포함된 항목 중에는 재정적 독립성, 적절한 고용, 재료 자산 및 신청자의 자국 내 범죄 기록 부족 등이 있다.

비자 종류
비이민 비자
비자
주요 기사 : 비자
비자는 미국을 여행하는 외국 정부의 대표에게 발급되어 해당 정부의 공식 활동에 참여한다. 외국 정부 대사, 장관, 외교관에게 비자가 발급된다. 다른 외국 정부 공무원 또는 공식 비즈니스 출장 직원 (A-1 비자). 일부 외국 공무원은 여행 목적에 관계없이 A 비자를 요구한다. A 비자는 또한 외국 정부 공무원의 직계 가족에게도 부여되며, "다른 가정의 구성원이 아니며 교장의 가정에 정기적으로 거주하는 모든 연령대의 주 신청인 배우자 및 미혼 자녀와 딸로 정의됨" 외계인 "(A-2 비자) 및" 다른 가족의 구성원이 아닌 혈액, 결혼 또는 입양과 관련된 주요 외계인 또는 배우자의 친척도 포함할 수 있다. 주요 외계인; 그리고 부양 가족으로 인정받는 사람 보내는 정부에 의해 (A-3 비자). [120]
B-1과 B-2
주요 기사 : B 비자
가장 일반적인 비이민 비자는 다목적 B-1 / B-2 비자이며 "비지니스 또는 즐거움을 위해 임시 방문자를위한 비자"라고도 한다. 영사관이 조합 B-1 자격을 느끼지 못할 정도로 여행 사유가 구체적일 경우, 비자 신청자들은 때때로 B-1 (사업을 위한 임시 방문자) 또는 B-2 (즐거움을 위한 임시 방문자) 비자를 받는다. / B-2 상태. [121] 소지자는 짧은 비 학점 과정에도 참석할 수 있다. 멕시코 시민은 국경 횡단 카드를 사용할 수 있다. [122]
2016년 11월 29일부터 10년 B 비자를 보유한 중국 여권 소지자는 미국을 여행하기 전에 전자 비자 업데이트 시스템 (EVUS)에 등록해야 한다. 이 요구 사항은 향후 다른 국적까지 확대될 수 있다. [123] [124]
C (비자)
C-1 비자는 "다른 나라에-도중에 미국을 통해 즉각적이고 지속적으로 전송"여행하는 개인에게 발급 된 교통 비자다. 미국에 입국하는 유일한 이유는 대중 교통 목적을 위한 것이어야 한다. 하위 본부 C-2 비자는 유엔 본부와 환승하는 외교관에게 발급되며 뉴욕시 근방으로 제한된다. 하위 유형 C-3 비자는 외교관과 부양 가족이 자신의 우체국을 오가는 경우 발급된다. [143]
D 비자
D 비자는 미국의 선박 및 국제 항공사의 승무원에게 발급된다. 여기에는 상용 항공 조종사 및 승무원, 선장, 엔지니어 또는 선박의 갑판, 유람선의 서비스 직원 및 훈련 선박의 연수생이 포함된다. 일반적으로 C-1 비자와 D 비자의 조합이 필요하다. [144]
전자 비자
조약 상인 ( E-1 비자 )과 조약 투자자 ( E-2 비자 ) 비자는 미국과의 상업 및 항해 조약에 서명한 국가의 시민에게 발급된다. [145] 이들은 실질적인 국제 무역에 종사하는 사업체에서 일하는 개인 또는 미국 사업체에 '실질적인 투자'를 한 투자자 (및 직원)에게 발행된다. [146] 호주 시민에게만 발급되는 변형 비자는 E-3 비자다. (E-3D 비자는 E-3 비자 소지자의 배우자 또는 자녀에게, E-3R은 귀국 E-3 소지자에게 발급된다). [147]
F 비자
주요 기사 : F 비자
이 비자는 공인된 미국 기관에 등록한 유학생에게 발급된다. F-1 비자는 풀 타임 학생, F2 비자는 배우자와 F-1 비자 소지자의 자녀를 위한 것이며, F-3 비자는 미국에서 학교를 다닐 때 출신국에 거주하는 "국외 통근자"를 위한 것이다. [148] SEVIS를 통해 관리된다. [149]
G 비자
주요 기사 : G 비자
G 비자는 미국의 국제기구에서 근무할 외교관, 공무원 및 직원에게 발급된다. 국제기구는 공식적으로 지정되어야 한다. [150] G-1 비자 대표부 부재 발행되고 G-2 비자는 지정된 국제기구의 회의에 참석하기 위해 일시적으로 여행 인정 정부의 대표로 발행; G-3 비자는 비 인식 정부를 대표하는 사람에게 발급된다. G-4 비자는 약속을 복용하는 사람들을 위한 것이다. 그리고 G-5 비자는 G1–G4 비자 소지자의 개인 직원 또는 국내 근로자에게 발급된다. [151]G1–G4 비자는 특정 기준을 충족하는 경우 주요 비자 소지자의 직계 가족에게도 발급된다. [151]
나토 비자
북대서양 조약기구에서 근무하는 공무원은 NATO 비자가 필요하다. NATO-1 비자 NATO의 영구 대표자 및 그 직원에게 발행되며, NATO-2 비자는 NATO 또는 미국의 NATO 대표의 NATO 대표의 NATO 대표 또는 자문 기관 또는 기술 전문가에게 회원국 대표에게 발행된다. NATO-3 비자는 NATO 회원국 대표를 동반하는 공식 사무 직원에게 발급되며, NATO-4 비자는 NATO 공무원으로 인정되는 외국인에게 발급되며 NATO-5 비자는 NATO 전문가로 인정 된 외국인에게 발급되고 NATO-6 비자는 NATO의 민간인 구성원에게 발급된다. 모든 NATO 비자는 직계 가족에게도 발급된다. NATO-7 비자는 NATO-1 – NATO-6 비자 소지자의 개인 직원 또는 가정 근로자에게 발급된다. [151]
H 비자
H 비자는 미국 임시직 근로자에게 발급된다.
전문 직종, 국방성 협동 연구 개발 프로젝트 근로자 및 패션 모델
주요 기사 : H-1A 및 H-1C 비자
중단 된 H-1A 및 H-1C 비자는 미국이 1989년부터 간호사 부족을 경험한 시기에 존재했다. H-1A 분류는 1989년 간호법 (Nursing Relief Act)에 의해 만들어졌으며 1995년에 끝났다. 1999년 불이익 지역 간호 구제법에 의해 2005년에 만료되었다. 현재 간호사는 H-1B 비자를 신청해야한다. [152]
주요 기사 : H-1B 비자
H-1B의 분류는 특정 학문 분야에서 학사 학위의 최소 필요로 전문가 수준의 작업을 위한 것이다. 또한 직원은 교육과 경험을 통해 그러한 학위의 정도 또는 동등성을 가져야 한다. 요구되는 임금이 있으며, 이는 고용주가 유사한 자격을 갖춘 근로자에게 지불한 임금과 동일하거나 일자리가 있는 지역에서 그러한 직책에 대해 일반적인 임금과 동일하다. 이 비자는 또한 뛰어난 공로와 능력의 패션 모델에 적용된다. [153] [154] H-1B1 비자 시민에게 발행 변종 싱가포르와 칠레.
임시 농업 노동자
주요 기사 : H-2A 비자
H-2A 비자는 임시 또는 계절의 미국에 대한 외국인 엔트리 수 있다. 농업 특정 조건 하에서 자격이 고용주에 대한 작업 (계절 작업 측은 미국 노동자). [155]
임시 비농업 노동자
주요 기사 : H-2B 비자
H-2B 비자는 특정 조건 하에서 자격이 고용주 임시 또는 계절적 비농업 일 (계절 작업 측은 미국 노동자)의 미국에 대한 외국인 입력할 수 있다. [156]
비 이민자 연수생 또는 특수 교육 교환 방문자
주요 기사 : H-3 비자
H-3 비자를 하고자 하는 외국인에 사용할 수 있는 특수 교육 교환 방문자에 참여 ","의학 교육이나 훈련을 졸업 이외, 노력의 분야에서 교육을 받고, 그 외국의 국가 모국에서 사용할 수 없다 "또는 신체적, 정신적 또는 정서적 장애가 있는 아동의 교육에 대한 실질적인 훈련과 경험을 제공하는 훈련 프로그램 ". [157]
가족 구성원들
주요 기사 : H-4 비자
H-4 비자는 H 비자 소지자의 직계 가족에게 발급된다. 그들은 또한 고용 자격이 있다. [158]
나는 비자
주요 기사 : I-1 비자
I-1 비자는 일시적으로 직업에 미국에서 일하기 여행 언론, 라디오, 영화의 구성원 및 인쇄 산업을 포함한 외국 언론의 대표로 발행된다. [159]
J 비자
주요 기사 : J-1 비자
참조 : J-2 비자
J-1 비자는 업무 및 학습 기반 교환 방문자 프로그램 참가자에게 발급된다. [160] 교환 방문자 프로그램은 공식적으로 1961년 상호 교육 및 문화 교류법 ( Pub.L.  87–256 , 75  통계  527 )으로 알려진 1961년 Fulbright-Hays Act의 규정에 따라 수행된다. 이 법의 목적은 교육 및 문화 교류를 통해 미국 사람들과 다른 국가 사람들 간의 상호 이해를 높이는 것이다. 교환 방문자 프로그램은 교육 문화국의 교환 조정 및 지정 사무소에서 관리한다. 교환 방문자 프로그램의 책임을 수행함에 있어, 부서는 교환 후원자 역할을할 공공 및 민간 단체를 지정한다. J-1 교환 방문자의 배우자와 부양 가족에게는 J-2 비자가 발급 된다. [161]
교환 비자 범주는 다음과 같다.
Au pair와 EduCare [162]
캠프 카운슬러 [163]
대학생 [164]
정부 방문자 [165]
인턴 [166]
국제 방문자 [167]
의사 [168]
교수 및 연구 학자 [169]
중학생 [170]
단기 학자 [171]
전문가 [172]
여름 일 여행 프로그램 참가자 [173]
교사 [174]
연수생 [175]
교환 방문자 파일럿 프로그램은 호주, [176] 아일랜드, [177] 뉴질랜드 [178] 및 대한민국 시민을 위해 존재한다. [179]
K 비자
주요 기사 : K-1 비자
K-1 비자는 발급 비자다. 약혼자이나 약혼녀 (A)의 미국 시민 엔터하는 미국. K-1 비자는 외국인이 입국 후 90 일 이내에 미국 시민 청원자와 결혼하거나 미국을 떠나야 한다. 부부가 결혼하면 외국인은 미국의 합법적 영주권자가 되기 위해 신분을 조정할 수 있다 (그린 카드 소지자). [180] K-2 비자는 21 세 미만의 미혼 자녀에게 발급된다. 미국 시민의 외국 동성 파트너는 현재 미국 시민권 및 이민국에 의해 인정된다.(USCIS)에 따라 K-1 비자와 영주권을 위해 후원 될 수 있다. [181]
K-3 / K-4 비자는 미국 시민의 외국인 배우자와 자녀에게 발급된다. [182]
L 비자
주요 기사 : L-1 비자
참조 : L-2 비자
L-1 분류는 지난 3년 동안 1년 이상 해외 관련 기관에서 근무한 해외 이민자 또는 미국에서 임원 또는 관리직 (L-1A)에서 일하기 위해 오는 국제 이민자를위한 분류다. 전문 지식 능력 (L-1B). [183] [184] [185] L-2 비자 정규화 된 L-1 비자의 21 세 이하의 종속 배우자 미혼 어린이에게 발행된다.
M 비자
주요 기사 : M-1 비자
M-1 비자는 직업 및 기술 학교를 위해 예약된 학생 비자 유형이다. M-1 신분을 가진 학생들은 공부하는 동안 캠퍼스 안팎에서 일할 수 없으며 F-1로 신분을 변경할 수 없다. M-2 비자는 M-1 직업 학생의 배우자와 미성년 자녀가 미국에 동행할 수 있도록 허용한다. [148]
O 비자
주요 기사 : O 비자
O 비자는 "과학, 예술, 교육, 비즈니스 또는 운동 (O-1A 비자)에 탁월한 능력을 가지고 있거나 특별한 성과를 입증한 외국인"에게 부여된 비이민 임시 근로자 비자의 분류다.에서 영화나 텔레비전 산업과 그 성과, "(O-1B 비자) 전국적 또는 국제적으로 인정된 특정 단말기 (O-2 비자) 및 외국인 (O-3 비자)의 직계 가족에. [186]
같이 보기 : 특별한 능력의 외계인
P 비자
주요 기사 : P 비자
P 비자는 상호 교환 프로그램 (P-2 비자) 및 아티스트에 의해 필수 지원 서비스 (P-1 비자), 예술가 또는 연예인 (개인 또는 그룹)을 제공하는 사람을 포함하여 개인 또는 팀 운동 선수 또는 엔터테인먼트 그룹의 구성원에게 발급된다. 또는 문화적으로 독특한 프로그램 (P-3 비자)으로 공연, 교육 또는 코치를 하기 위해 방문하는 연예인 (개인 또는 그룹). [187] P-4 비자는 배우자 또는 21 세 미만의 P-1, P-2 또는 P-3 외계인과 함께 동행하거나 동반한 사람에게 발급된다.
Q 비자
Q 비자는 국제 문화 교류 프로그램 참가자들에게 발행된다. [187]
R 비자
주요 기사 : R 비자
R-1 비자는 임시 종교 근로자에게 발급된다. 그들은 적어도 2년 동안 미국에서 선의의 비영리 종교 단체를 가진 종교 교파의 회원이어야 한다. [188] R-2 비자는 부양 가족에게 발급된다. [189]
S 비자
주요 기사 : S 비자
S 비자는 증인 또는 정보 제공자로서 법 집행을 지원한 개인에게 발급된 비이민 비자다. 연간 200 개의 S 비자로 제한된다. [190] 법 집행 기관은, 거주 외국인 상태 즉, 신청서를 제출할 수 있다. 녹색 카드를 개인이 자신의 S 비자의 조건을 완료하면 증인 또는 정보 제공자를 대신하여. [191]
TN 비자
주요 기사 : TN 상태
NAFTA Professional (TN) 비자는 직업이 NAFTA 목록에 있고 캐나다에서 멕시코에 있는 사람들이 사전 정렬된 직업에 대해 미국에서 일하기 위해 학사 학위를 소지해야 한다 [192]. 캐나다 시민권자는 일반적으로 TN 신분에 따라 취업하기 위해 비자를 요구하지 않는다 (캐나다 이외의 가족 구성원과 캐나다 밖에서 거주하지 않는 한) 멕시코 시민은 TN 비자를 요구한다. TN 전문가의 배우자와 부양 자녀는 TD 자격으로 미국에 입국할 수 있다. [193]
U 및 T 비자
U-1 비자는 상당한 정신적 또는 신체적 학대를 겪고 범죄 행위의 수사 또는 기소에서 법 집행 기관과 공무원을 기꺼이 지원하는 범죄 피해자 (및 직계 가족)를 위해 마련된 비이민 비자다. [194] 이 비자의 하위 유형은 U-1의 배우자에게 U-2, U-1의 자녀에게 발행된 U-3, 21 세 미만의 U-1의 부모에게 발행된 U-4 및 발행된 U-5다 21 세 미만인 U-1의 18 세 미만의 미혼 형제 자매들에게.
T-1 비자는 심각한 형태의 인신 매매 피해자에게 발급된다. 보유자는 신분을 영주권자로 조정할 수 있다. [195] 이 비자의 하위 유형은 T-1의 배우자에게 발급된 T-2, T-1의 자녀에게 발급된 T-3, 21 세 미만의 T-1의 부모에게 발급 된 T-4 및 발급 된 T-5 21 세 미만인 T-1의 18 세 미만의 미혼 형제 자매들에게.
V 비자
주요 기사 : V 비자
은 V 비자의 (21 세 미만 미혼) 배우자와 미성년 자녀가 사용할 수 있는 임시 비자인 미국 영주권자 (라고도 LPR, 그린 카드 소지자). 영주권자는 이민 절차가 진행되는 동안 배우자와 자녀와 가족의 단합을 달성할 수 있다. 이 법은 2000년의 법적 이민 가족 공평법에 의해 제정되었다. [196] 이 법은 2000년 12월 21일 또는 그 이전에 이민 비자를 신청한 사람들을 구제하는 것이다. 실제로 V 비자는 현재 배우자와 미성년자에게는 제공되지 않는다. 2000년 12월 21일 이후에 신청한 LPR. [197]
미국 비자 종류 목록
모든 미국 비자 유형 및 하위 유형은 다음과 같다. [198] [199]
이민 비자
트럼프 행정부는 2019년 8월 12일에 새로운 규칙을 발표했는데, 이는 임시 또는 영구 비자 신청자들이 소득 기준을 충족하지 못하거나 복지, 푸드 스탬프, 공공 주택 또는 메디 케이드와 같은 공공 지원을 받는 신청자를 거부할 것이다. [200] 비평가들은 10 월에 발효될 새로운 법이 미국 시민 어린이들의 삶에 부정적인 영향을 미칠 수 있다고 우려한다. [201]
코로나바이러스 전염병과 미국 비자 인터뷰 중단으로 인해 2020년 9월 미국 이민국은 이전에 미국 비자 소지자가 비자가 만료된 지 24개월 미만인 경우 인터뷰 없이 비자를 갱신할 수 있다고 발표했다. 종전에는 비자 만료 후 12개월 이상 경과하지 않으면 인터뷰 없이 비자를 연장할 수 있었다. 연장 자격은 신청서 검토 과정에서 결정된다.

## 같이 보기
- 다양성 이민 비자
- 여행허가전자시스템
- 진정신원증법
- 미국 관세국경보호청
- 미국 이민세관집행국
- 미국 시민의 무비자입국 가능국가
- 사증 면제 프로그램

1. ↑  “Expanded Interview Waivers for Certain Nonimmigrant Visa Applicants” (영어). 2022년 2월 9일에 확인함.